# Reinhard Alber
Reinhard Alber (Singen (Hohentwiel), 6 febbraio 1964) è un ex pistard tedesco.

## Palmarès

### Olimpiadi
- 1 medaglia:
  - 1 bronzo (Los Angeles 1984 nell'inseguimento a squadre[1])